# Coelopleurus maculatus
Coelopleurus maculatus is een zee-egel uit de familie Arbaciidae. De wetenschappelijke naam van de soort werd in 1907 voor het eerst geldig gepubliceerd door Alexander Agassiz & Hubert Lyman Clark.